# District Tsjegemski
District Tsjegemski (Russisch: Чеге́мский райо́н) is een district in het midden en zuidwesten van de Russische autonome republiek Kabardië-Balkarië. Het district heeft een oppervlakte van 1.503,32 vierkante kilometer en een inwonertal van 69.092 in 2010. Het administratieve centrum bevindt zich in Tsjegem.
Bestuurlijk centrum: Naltsjik

Steden: Baksan · Majski · Nartkala · Prochladny · Terek · Tsjegem · Tyrnyaoez

Districten: Baksanski · Elbroesski · Leskenski · Majski · Oervanski · Prochladnenski · Terski · Tsjegemski · Tsjerekski · Zolski